# Nowa Wieś (powiat de Mońki)
Pour les articles homonymes, voir Nowa Wieś.
Nowa Wieś  est un village polonais de la gmina de Trzcianne dans le powiat de Mońki et dans la voïvodie de Podlachie. Il se situe à environ 2 kilomètres à l'ouest de Trzcianne, à 13 kilomètres au sud-ouest de Mońki et à 41 kilomètres au nord-ouest de Białystok.
Selon le recenssement de la commune de 1921, ont habité dans le village 767 personnes, dont 762 étaient catholiques et 5 judaïques. Parallèlement, 762 habitants ont déclaré avoir la nationalité polonaise, 5 la nationalité juive. Dans le village, il y avait 132 bâtiments habitables.